# Яйцо из «Инстаграма»

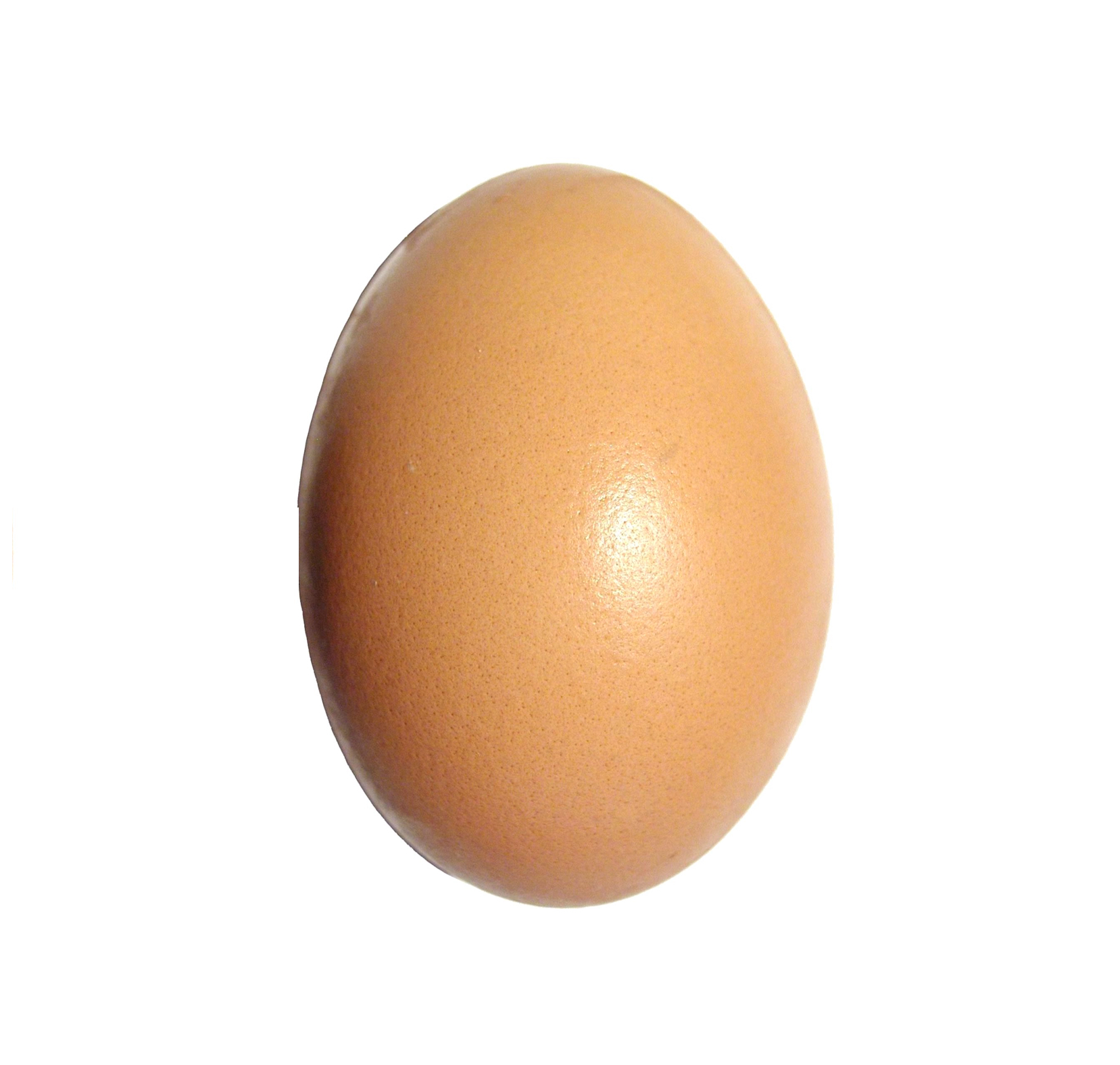
Фотография яйца, похожая на ту, что была опубликована на аккаунте

Яйцо из «Инстаграма» — публикация в социальной сети Instagram, ставшая также самой популярной в истории публикацией на любой медиа-платформе в сети . Сделана в аккаунте @world_record_egg. Это второй по популярности пост в Instagram после поста Лионеля Месси, опубликованного 20 декабря 2022 года после победы на чемпионате мира по футболу.

## История
4 января 2019 года была создана учётная запись @world_record_egg, с которой было опубликовано изображение бурого куриного яйца с подписью «Давайте установим мировой рекорд вместе и получим самый понравившийся пост в Instagram. Побьём текущий мировой рекорд, который держит Кайли Дженнер (18 миллионов)! Мы сделали это». Предыдущий рекорд принадлежал посту Кайли Дженнер, первой фотографии её дочери Сторми, собравшей в общей сложности 18,4 миллиона лайков.
За 10 дней пост достиг 18,4 миллиона лайков и стал самым популярным постом в Instagram за всё время. Затем он продолжал набирать лайки и набрал более 41 миллиона в течение следующих 48 часов, превзойдя по этому показателю музыкальное видео «Despacito», самое популярное видео на YouTube, и установив мировой рекорд по популярности в истории (на любой медиа-платформе).
13 января был создан Твиттер-аккаунт @egg_rt_record с целью получения наибольшего количества ретвитов в истории (на 17 января сделано около 1 млн ретвитов). Текущий рекорд принадлежит твиту японского миллиардера Юсаку Маэдзавы, который набрал более 5 миллионов ретвитов. Также владелец аккаунта выпустил продукцию с символикой (мерч). Мерч имеет ограниченное для покупок время.
15 января 2019 года «Яйцо» объявило в Instagram Stories (публикации, доступные для просмотра в течение 24 часов и не показывающиеся в основном профиле), что следующей целью аккаунта является получение наибольшего количества комментариев к посту в Instagram.
По состоянию на 24 февраля 2019 года пост собрал свыше 60,7 миллионов лайков, что почти втрое превышает предыдущий рекорд в 18,5 миллионов, и более 3 миллионов комментариев. До 18 января фотография яйца оставалась единственным постом на аккаунте, хотя он часто публикует обновления в виде Instagram Stories.
В ответ на мировой рекорд популярности поста в Instagram владелец аккаунта написал: «Это безумие. В какое время мы живём». Несколько часов спустя Кайли Дженнер опубликовала в Instagram видео, где она разбивает яйцо и выливает желток на землю с комментарием: «Вот тебе, яичко».
Крисом Стокел-Уокером (Chris Stokel-Walker) в Wired было высказано мнение, что подобные вирусные посты будут появляться всё реже.
На данный момент у аккаунта более 9,2 миллионов подписчиков, но его владельцы некоторое время не были неизвестны. Газета Washington Post определила, что они живут в Лондоне. Аккаунт был подтверждён 14 января 2019 года. Популярность поста растёт, он продолжает набирать лайки и получает освещение в различных средствах массовой информации. В начале февраля СМИ выяснили, что автором идеи является PR-менеджер Крис Годфри (Chris Godfrey), проживающий в Лондоне.
Пост с яйцом оставался самым популярным в истории публикацией на любой медиа-платформе в сети, однако 20 декабря 2022 года его обогнал пост в Instagram , сделанный Лионелем Месси после победы на чемпионате мира по футболу.

### Последующие публикации
18 января 2019 года была опубликована вторая фотография яйца. На этот раз у него появилась трещина. К 27 января данный пост собрал 9,5 миллионов лайков и около 240 тысяч комментариев.
На третьей фотографии было уже две трещины, фото собрало более 6,4 миллионов лайков и свыше 100 тысяч комментариев.
Впоследствии было опубликовано уже 6 фотографий, на одной из которых яйцо имело вид мяча для американского футбола. В сообщении содержался призыв смотреть Супербоул на одном из каналов. На этом канале в день трансляции супербоула показали рекламу одной из организаций, связанных с @world_record_egg. Затем последовал пост, продвигающий психологическое здоровье. Крис Годфри заявил, что продвижение или реклама не являлись их целью, компании просто намеревались собрать лайки.

## Имитации
Поскольку учётная запись стала известной, многие имитационные учётные записи были созданы для той же цели, в основном с небольшими вариациями, такими как изображение другого неодушевлённого объекта.